# Lydia Mary Foster
Pour les articles homonymes, voir Foster.
Lydia Mary Foster (18 juin 1867 - 13 décembre 1943) est une écrivaine et une enseignante irlandaise. Elle écrit trois livres sur l'expérience de grandir dans les régions rurales de l'Ulster au 19e siècle dans le genre du mouvement Kailyard.

## Biographie
Lydia Mary Foster est née le 18 juin 1867 à Newmills, dans le comté de Tyrone. Elle est la quatrième des six enfants du pasteur presbytérien de Newmills, James Foster, et de Lydia (née Harkness). Foster a trois frères et deux sœurs. Elle fait ses études à la maison et est ensuite envoyée à l'école de Miss Black à Holywood, dans le comté de Down.
Avec ses sœurs Jane et Bessie, elle déménage à Belfast pour fonder une école de filles, la Ladies' Collegiate School, dans la banlieue de Balmoral, d'abord à Myrtlefield Park au 434 Lisburn Road puis à Maryfield Park. Ceci après que Bessie obtienne son diplôme du Trinity College de Dublin en 1896 où elle a étudié les langues modernes. Leur école enseigne aux garçons et aux filles, élèves de jour et pensionnaires. Foster et Jane enseignent également la musique et peut-être d'autres matières. Leur frère Henry, qui travaille à Belfast, vit avec elles. Les quatre frères et sœurs fréquentent l'église presbytérienne de Malone et sont membres du mouvement de tempérance. Tout au long de sa vie, Foster reste attachée à Newmills, visitant régulièrement et posant la première pierre de la nouvelle demeure en 1910. Son frère, Nevin, est le seul des six frères et sœurs à se marier et est un expert ornithologique irlandais.
L'école ferme ses portes après la mort de Bessie en décembre 1917 puis de Jane en octobre 1918. La mort d'Henry en décembre 1922 laisse Foster seule. Ayant perdu presque complètement l'ouïe, elle se trouve dans des circonstances difficiles. Pour subvenir à ses besoins, elle commence à écrire des croquis littéraires et des vers en dialecte pour un certain nombre de publications telles que le Northern Whig, Ireland's Own et l'anthologie annuelle d'Ulster Parade. Une sélection de ces écrits est publiée sous forme d'un volume, Tyrone among the bushes, en 1933. Foster écrit également des pièces de théâtre, mais celles-ci n'ont pas été collectées ou produites. Elle est surtout connue pour ses trois livres qui se déroulent dans le Tyrone rural à l'époque des parents de Foster et de son enfance. Les livres The Burning Bush (1931), Manse Larks (1936) et Elders 'Daughters (1942) sont publiés par Quota Press à Belfast et sont considérés comme faisant partie du genre d'écriture du mouvement écossais Kailyard. The Burning Bush raconte l'histoire d'un jeune homme devenu ministre malgré l'opposition, et a été largement lu dans l'Ulster et au-delà. Aodh de Blácam fait référence au livre comme preuve qu'il y avait peu de différence entre les protestants de l'Ulster rural et leurs homologues catholiques. Manse Larks racontent une enfance rurale de six frères et sœurs qui grandissent dans la maison d'un ministre. Le goût de Foster pour les animaux est clair dans le livre, elle était partisane de la Royal Society for the Prevention of Cruelty to Animals, et son compagnon dans ses dernières années est un chien nommé Stewart. Elders' daughters explore les expériences, les rêves romantiques et les mésaventures des jeunes femmes soumises à l'autorité paternelle dans les régions rurales de Tyrone,,.
La santé de Foster décline et après le blitz de Belfast d'avril 1941, elle va vivre avec une nièce mariée à Hollowbridge House près de Hillsborough. C'est à cette nièce qu'elle dicte les derniers chapitres des filles des Aînés. Elle meurt à Hollowbridge House le 13 décembre 1943. Elle est enterrée à l'église presbytérienne de Newmills, avec ses parents et ses frères et sœurs.